# Nkam (rivière)
Pour les articles homonymes, voir Nkam (homonymie).
Le Nkam est une rivière du Cameroun dans les départements Nkam et Haut-Nkam homonymes dans les régions du Littoral et de l'Ouest, et un affluent du fleuve Wouri.

## Cours
Le Nkam prend sa source sur les montagnes de la partie Nord-Ouest du bassin (Bamboutos - Manengouba) dans le Haut-Nkam en 'pays' Bamiléké. Avant d’arriver à Yabassi, il reçoit les eaux de : 
- la Menoua près du versant Sud des Monts Bamboutos dans la Menoua et celles de ;
- la Makombé depuis le versant Sud des Monts Bana dans le Haut-Nkam[1].

Au confluent du Nkam et de la Makombé, le cours d'eau prend le nom de Wouri.

## Hydrométrie
Le Nkam - 8 250 km2 - traverse une zone à longue saison de pluies. Avec sa structure de pentes et ses activités humaines, il présente toute l’année un important débit et charrie de grandes quantités de sédiments.
Suivi à la station de Yabassi, et bien connu dès Mélong, il couvre plus de la moitié de la surface de l'estuaire du Wouri. Son hydrologie est représentative de l'ensemble de la région.

## Navigabilité

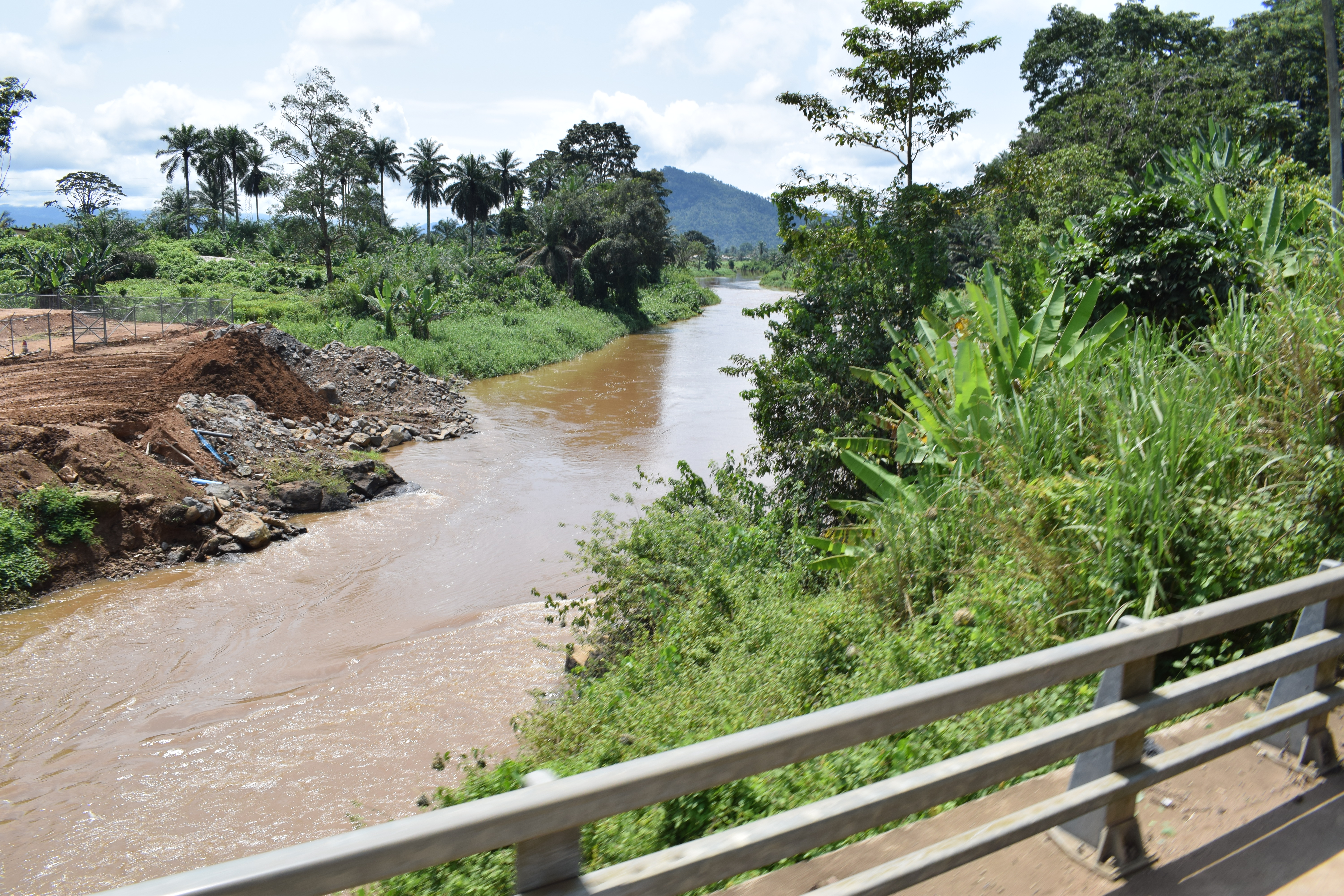
Fleuve Nkam à partir de Bafang dans l'ouest Cameroun

Le Nkam est navigable par bateau depuis l'embouchure du fleuve Wouri à Douala jusqu'après Yabassi.
Les villages riverrains y pratiquent la navigation à l'aide de pirogues.

## Galerie d'images

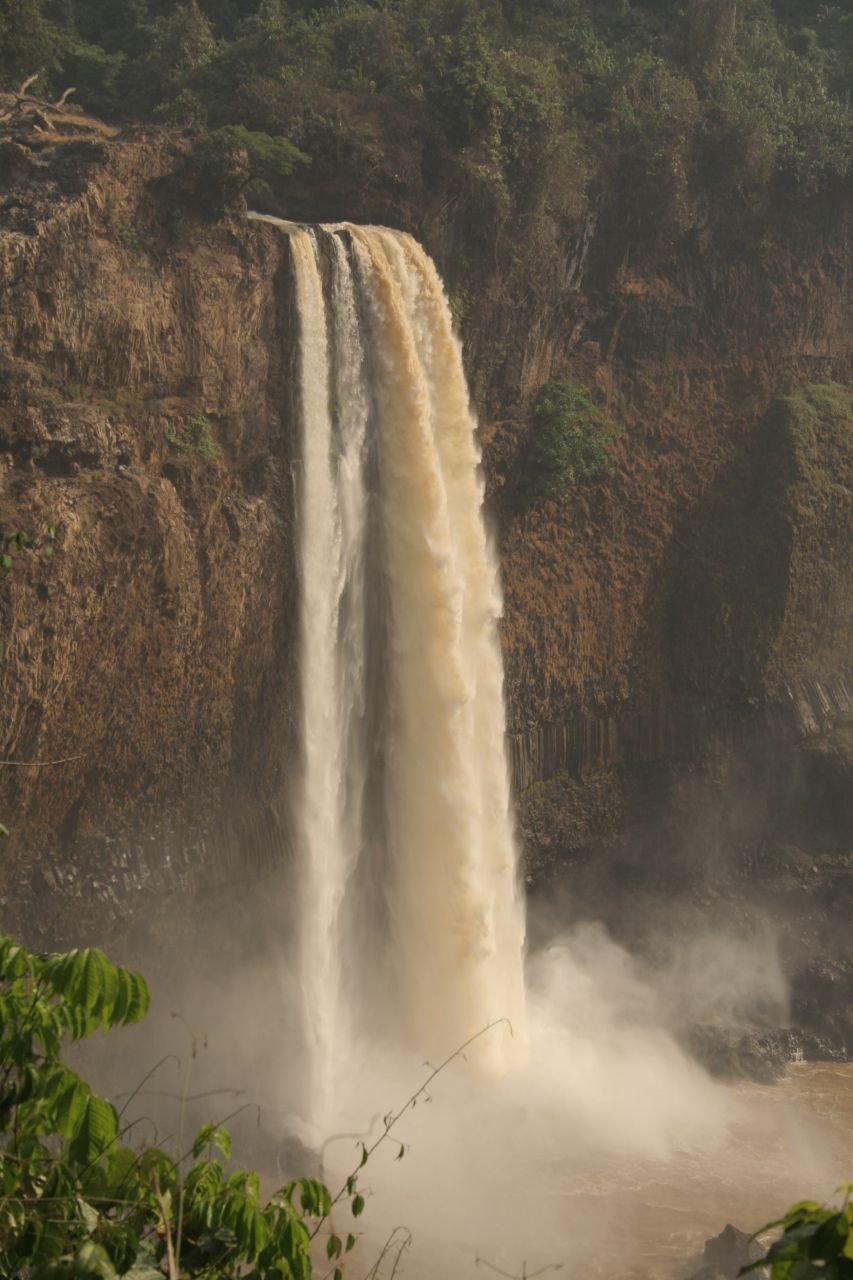
Chutes d'Ekom sur le Nkam.
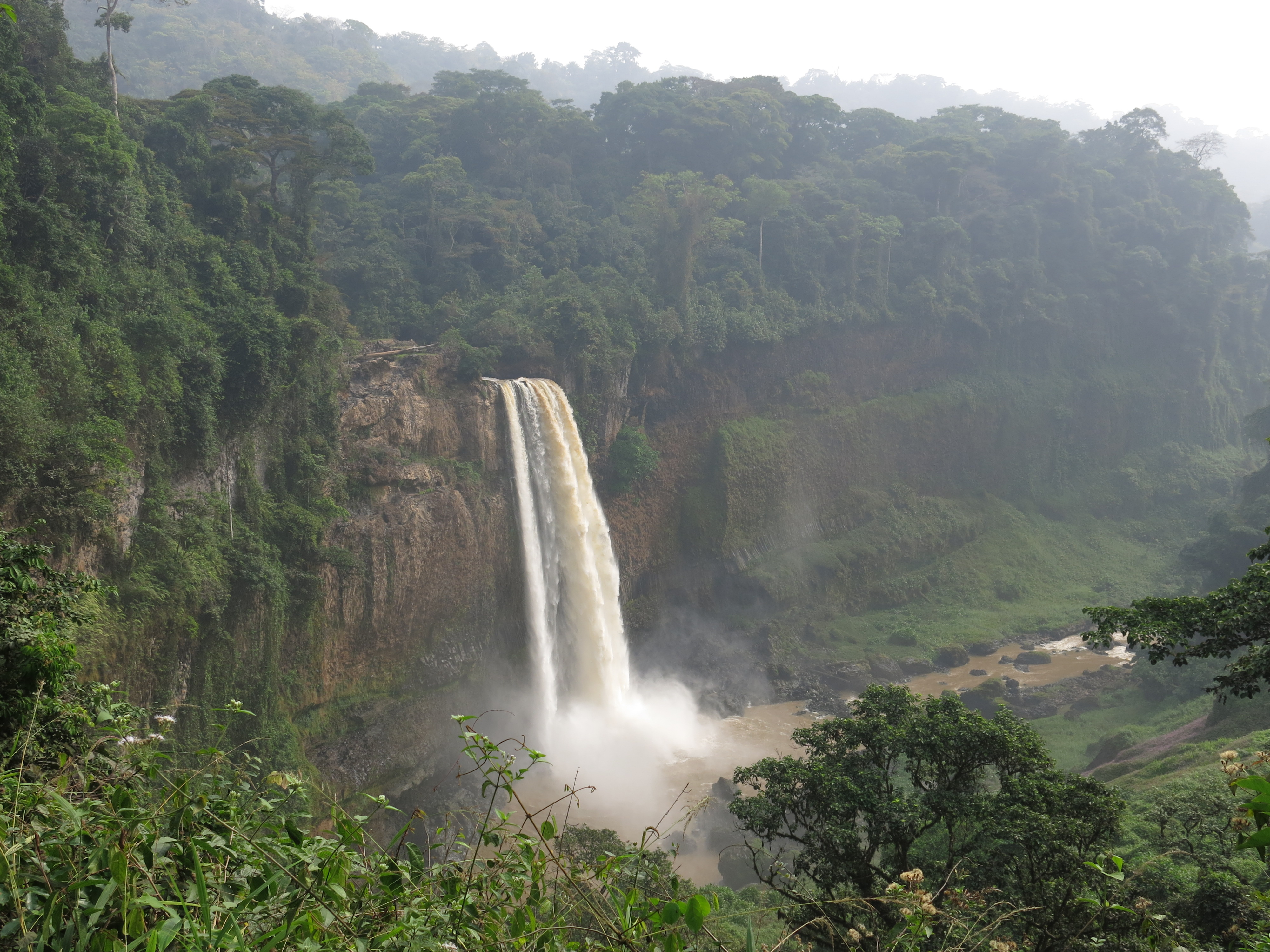
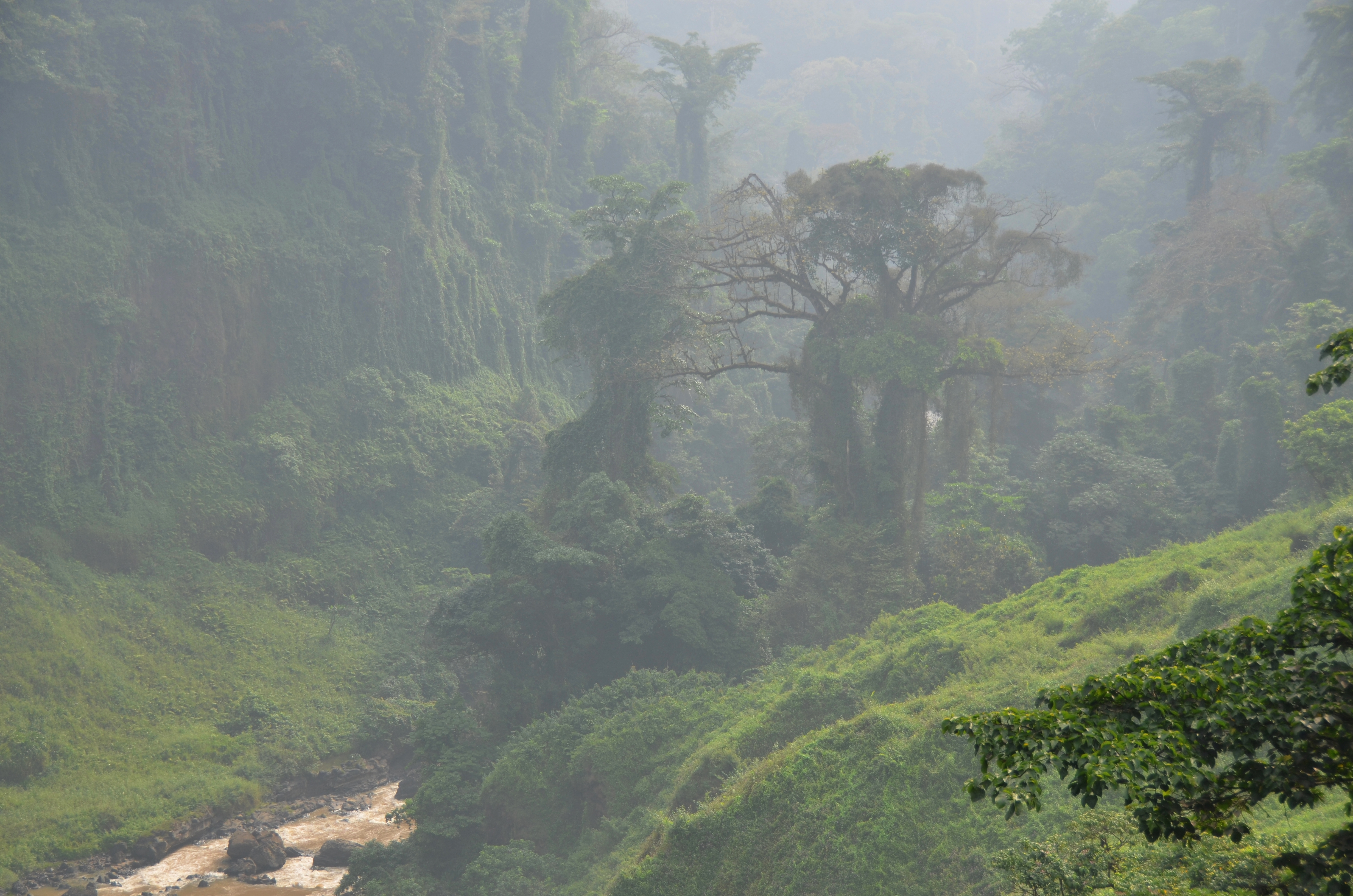
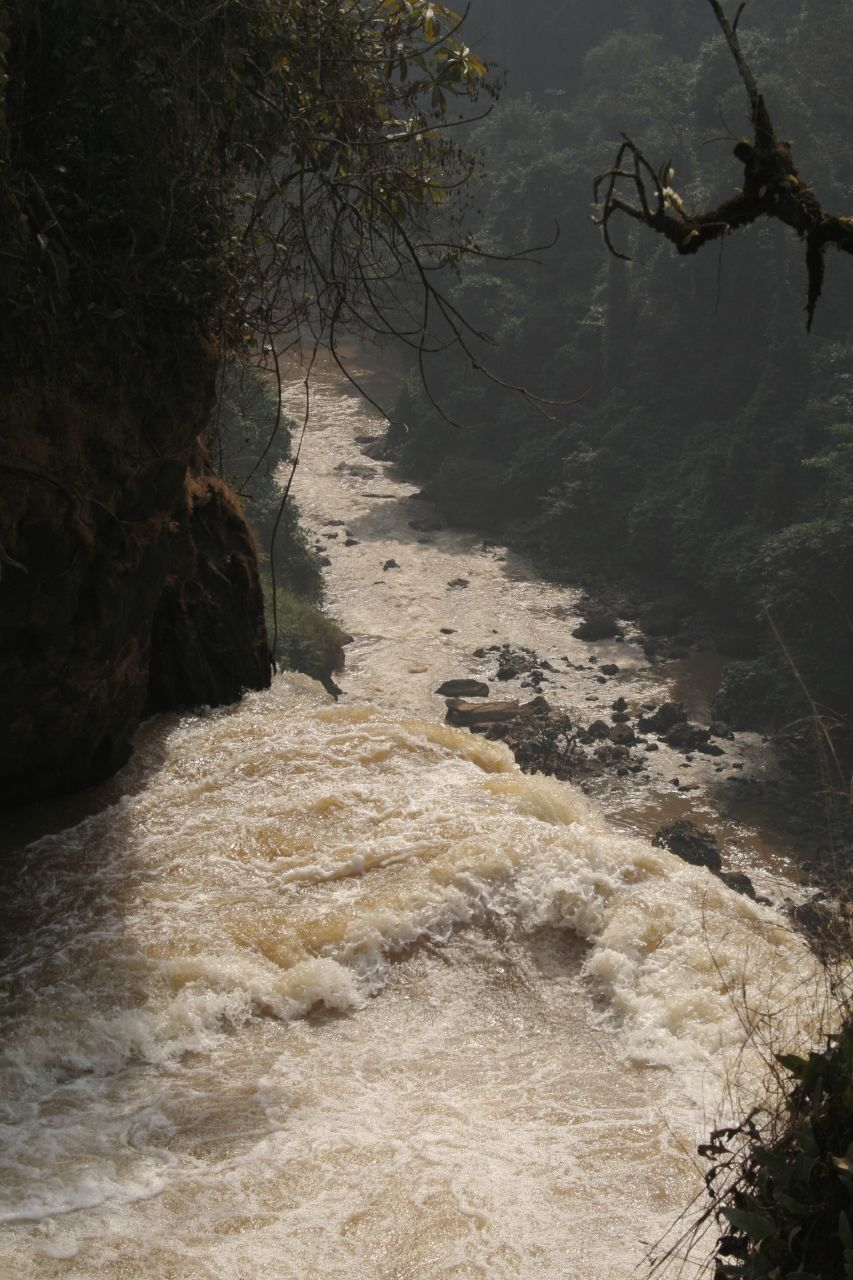